# Шембри, Брайан
Брайан Шембри (англ. Brian Schembri; род. 21 сентября 1961, Слима) — мальтийский дирижёр и пианист.
Сын и ученик дирижёра и музыкального педагога Кармело Шембри, на протяжении 16 лет возглавлявшего на Мальте духовой оркестр имени Николо Изуара.
Учился в Киевской консерватории у Александра Снегирёва (фортепиано) и Романа Кофмана (дирижирование), затем в Московской консерватории у Сергея Доренского (фортепиано) и Геннадия Рождественского (дирижирование). По признанию самого Шембри, опыт взаимодействия с русской музыкальной культурой и вообще с Россией оказал на него самое важное действие.
С 1989 г. работал дирижёром-ассистентом в Национальном оркестре Капитолия Тулузы, выступал с различными французскими и другими европейскими коллективами. В 2008 г. занял должность музыкального руководителя Театра Маноэль на Мальте. В 2014 г. возглавил Мальтийский филармонический оркестр.
Как пианист записал альбом с сочинениями Людвига ван Бетховена, Франца Шуберта и Сергея Рахманинова.
Женат на русской пианистке Ольге Васильевой.